# Ер Форс Академи (Колорадо)
Ер Форс Академи (енгл. Air Force Academy) насељено је место без административног статуса у америчкој савезној држави Колорадо.

## Демографија
По попису из 2010. године број становника је 6.680, што је 846 (-11,2%) становника мање него 2000. године.
| Група             | 2000.         | 2010.         |
| Белци             | 5.964 (79,2%) | 4.868 (72,9%) |
| Афроамериканци    | 433 (5,8%)    | 394 (5,9%)    |
| Азијати           | 213 (2,8%)    | 262 (3,9%)    |
| Хиспаноамериканци | 654 (8,7%)    | 749 (11,2%)   |
| Укупно            | 7.526         | 6.680         |